# Zasada Cavalieriego

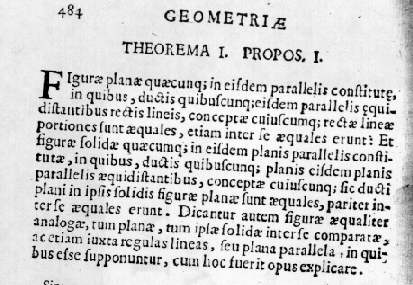

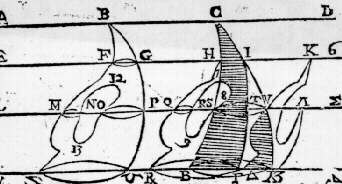
Fragmenty pracy Cavalieriego Geometria indivisibilibus quadam ratione promota

Zasada Cavalieriego – metoda obliczania objętości brył przestrzennych, odkryta przez Archimedesa i opisana ponownie przez XVII-wiecznego matematyka włoskiego, Bonaventurę Cavalieriego. Obecnie uogólniona na wielowymiarową miarę Lebesgue’a oraz abstrakcyjne przestrzenie z miarą produktową. Zasada Cavalieriego, w swoim oryginalnym sformułowaniu, mówi że:
Jeśli dwie bryły mają tę własność, że ich przekroje wszystkimi płaszczyznami równoległymi do jednej, z góry ustalonej płaszczyzny, mają te same pola, to te bryły mają równe objętości.
Twierdzenie to zwykle wystarcza do obliczania objętości znanych brył, jak np. stożek czy elipsoida, jednak może być w naturalny sposób uogólnione na język współczesnej matematyki.

## Wstępne definicje
Niech {\displaystyle N,N_{1},N_{2}} będą takimi liczbami naturalnymi, że {\displaystyle N=N_{1}+N_{2}.} Wówczas można dokonać utożsamienia:
{\displaystyle \mathbb {R} ^{N}=\mathbb {R} ^{N_{1}}\times \mathbb {R} ^{N_{2}}.}
Niech {\displaystyle A\subseteq \mathbb {R} ^{N},\,x_{1}\in \mathbb {R} ^{N_{1}},\,x_{2}\in \mathbb {R} ^{N_{2}}} oraz {\displaystyle x=(x_{1},x_{2})} oznacza element przestrzeni {\displaystyle \mathbb {R} ^{N}.} Zbiory
- {\displaystyle A_{x_{1}}=\{x_{2}\in \mathbb {R} ^{N_{2}}\colon \,(x_{1},x_{2})\in A\},}
- {\displaystyle A^{x_{2}}=\{x_{1}\in \mathbb {R} ^{N_{1}}\colon \,(x_{1},x_{2})\in A\}}

nazywane są, odpowiednio, cięciem górnym (wzdłuż punktu {\displaystyle x_{1})}) i cięciem dolnym (wzdłuż punktu {\displaystyle x_{2}}) zbioru {\displaystyle A.}
Niech ponadto
- {\displaystyle \pi _{1}(A)=\{x_{1}\in \mathbb {R} ^{N_{1}}\colon \,(\exists x_{2}\in \mathbb {R} ^{N_{2}})(x_{1},x_{2})\in A\},}
- {\displaystyle \pi _{2}(A)=\{x_{2}\in \mathbb {R} ^{N_{2}}\colon \,(\exists x_{1}\in \mathbb {R} ^{N_{1}})(x_{1},x_{2})\in A\},}

tzn. {\displaystyle \pi _{1}(A),\pi _{2}(A)} są rzutowaniami zbioru {\displaystyle A} na przestrzenie, odpowiednio, {\displaystyle \mathbb {R} ^{N_{1}}} i {\displaystyle \mathbb {R} ^{N_{2}}.} Symbolami {\displaystyle {\mathcal {L}}_{N},{\mathcal {L}}_{N_{1}},{\mathcal {L}}_{N_{2}}} oznaczane tu będą σ-ciała zbiorów mierzalnych w sensie Lebesgue’a względem, odpowiednio, {\displaystyle N{\text{-}},} {\displaystyle N_{1}{\text{-}}} i {\displaystyle N_{2}}-wymiarowej miary Lebesgue’a {\displaystyle l_{N},l_{N_{1}},l_{N_{2}}.}

## Zasada Cavalieriego
Jeśli {\displaystyle A\in {\mathcal {L}}_{N},} to
- dla prawie wszystkich {\displaystyle x_{1}\in \mathbb {R} ^{N_{1}}} zbiór {\displaystyle A_{x_{1}}} jest mierzalny w sensie {\displaystyle N_{2}}-wymiarowej miary Lebesgue’a,
- funkcja {\displaystyle x_{1}\mapsto l_{2}(A_{x_{1}})} jest mierzalna,
- {\displaystyle l_{N}(A)=\int \limits _{\mathbb {R} ^{N_{1}}}l_{N_{2}}(A_{x_{1}})dl_{N_{1}}(x_{1}).}

Jeżeli ponadto, {\displaystyle \pi _{1}(A)\in {\mathcal {L}}_{N_{1}},} to
{\displaystyle l_{N}(A)=\int \limits _{\pi _{1}(A)}l_{N_{2}}(A_{x_{1}})dl_{N_{1}}(x_{1}).}

### Komentarze
- Cięcia {\displaystyle A_{x_{1}},A^{x_{2}}} są mierzalne dla prawie wszystkich {\displaystyle x_{1}\in \mathbb {R} ^{N_{1}},x_{2}\in \mathbb {R} ^{N_{2}}.} Jest to konsekwencją faktu, iż σ-ciało produktowe {\displaystyle {\mathcal {L}}_{N_{1}}\otimes {\mathcal {L}}_{N_{2}}} jest zawarte w sposób właściwy w {\displaystyle {\mathcal {L}}_{N},} tzn. istnieją takie zbiory postaci {\displaystyle A\times B\in {\mathcal {L}}_{N},} gdzie {\displaystyle A\subseteq \mathbb {R} ^{N_{1}},B\subseteq \mathbb {R} ^{N_{2}},} że zbiór {\displaystyle A} lub zbiór {\displaystyle B} nie jest mierzalny względem odpowiedniego σ-ciała.

- Zasadę Cavalieriego używa się często do dowodu twierdzenia Fubiniego – z drugiej strony, jeżeli dowód twierdzenia Fubiniego prowadzony jest bez jej to użycia, to wtedy można uznać ją za wniosek tego twierdzenia.